# Tarut
Tarut (arab. تاروت) – miasto we wschodniej Arabii Saudyjskiej, w Prowincji Wschodniej. Według spisu ludności na rok 2010 liczyło 77 757 mieszkańców. Położone na wyspie o tej samej nazwie.